# Salarié en droit québécois
En droit québécois, la définition du mot salarié va varier selon le contexte juridique et la loi applicable. Si le contexte réfère au droit des rapports individuels du travail, la Loi sur les normes du travail a sa propre définition de salarié. Si la situation concerne le droit des rapports collectifs du travail, le Code du travail définit le statut de salarié de façon particulière. Les règles générales sur la formation du contrat de travail entre un salarié et un employeur se trouvent quant à elles dans le Code civil du Québec.

## Code civil du Québec
Le Code civil du Québec contient des règles relatives à la formation du contrat de travail à l'article 2085 C.c.Q.. Pour être un salarié au sens du Code civil, il doit y avoir les trois conditions de l'art. 2085 C.c.Q. : 1) prestation de travail, 2) contre rémunération et 3) lien de subordination.

« Le contrat de travail est celui par lequel une personne, le salarié, s’oblige, pour un temps limité et moyennant rémunération, à effectuer un travail sous la direction ou le contrôle d’une autre personne, l’employeur. »

Il existe une jurisprudence relative aux faux travailleurs autonomes qui sont en réalité des salariés en raison de leur lien de subordination à l'entreprise. Dans l'arrêt Gaston Breton Inc. c. L'Union des routiers, brasseries, liqueurs douces et ouvriers de diverses industries, local 1999 , le tribunal conclut que les distributeurs-vendeurs font partie des salariés de l'entreprise et sont liés par un contrat de travail plutôt que par un contrat d'entreprise, malgré ce qu'affirme leur contrat.

## Loi sur les normes du travail
Dans la Loi sur les normes du travail du Québec, le salarié est défini ainsi à l'article 1 par. 10 de la loi : 

« 10°  «salarié» : une personne qui travaille pour un employeur et qui a droit à un salaire; ce mot comprend en outre le travailleur partie à un contrat en vertu duquel :
i.   il s’oblige envers une personne à exécuter un travail déterminé dans le cadre et selon les méthodes et les moyens que cette personne détermine;
ii.   il s’oblige à fournir, pour l’exécution du contrat, le matériel, l’équipement, les matières premières ou la marchandise choisis par cette personne, et à les utiliser de la façon qu’elle indique;
iii.   il conserve, à titre de rémunération, le montant qui lui reste de la somme reçue conformément au contrat, après déduction des frais d’exécution de ce contrat »

La définition de salarié de la Loi sur les normes est différente de celle du Code du travail et du Code civil car le législateur a voulu inclure les travailleurs autonomes dépendants économiquement, c'est-à-dire ceux qui fournissent l'équipement et le matériel nécessaires à la prestation de travail, tout en conservant un lien de  dépendance économique à l'égard de l'employeur.
À l'art. 3 LNT, la Loi sur les normes du travail prévoit qu'elle ne s'applique pas à certains salariés, dont notamment  les cadres supérieurs sauf pour certaines normes particulières, ceux dont la fonction exclusive est d’assumer la garde ou de prendre soin d’un enfant, les travailleurs de la construction visés par une loi particulière, les étudiants qui travaillent dans un établissement choisi par le ministère de l'Éducation, de même que les athlètes dont l’appartenance à une équipe sportive est conditionnelle à la poursuite d’un programme de formation scolaire.

## Code du travail
Dans le Code du travail, la notion de salarié est définie à l'art. 1 l) C.t. . La définition reprend les trois critères du Code civil : 1) prestation de travail 2) rémunération 3) lien de subordination.
Dans le contexte du Code du travail, il s'agit de déterminer quels travailleurs ont le droit de se syndiquer. La définition exclut notamment les cadres de toute nature, les administrateurs de personnes morales, certains fonctionnaires, les procureurs aux poursuites criminelles et pénales, les policiers de la Sûreté du Québec et les membres du personnel du Directeur général des élections.

« l)   «salarié» : une personne qui travaille pour un employeur moyennant rémunération, cependant ce mot ne comprend pas:
1°   une personne qui, au jugement du Tribunal, est employée à titre de gérant, surintendant, contremaître ou représentant de l’employeur dans ses relations avec ses salariés;
2°   un administrateur ou un dirigeant d’une personne morale, sauf si une personne agit à ce titre à l’égard de son employeur après avoir été désignée par les salariés ou une association accréditée;
3°   un fonctionnaire du gouvernement dont l’emploi est d’un caractère confidentiel au jugement du Tribunal ou aux termes d’une entente liant le gouvernement et les associations accréditées conformément au chapitre IV de la Loi sur la fonction publique (chapitre F-3.1.1) qui sont parties à une convention collective qui autrement s’appliquerait à ce fonctionnaire; tel est l’emploi d’un conciliateur, d’un médiateur et d’un médiateur arbitre du ministère du Travail, d’un fonctionnaire du Conseil exécutif, du vérificateur général, de la Commission de la fonction publique, du cabinet d’un ministre ou d’un sous-ministre ou d’un fonctionnaire qui, dans un ministère ou un organisme du gouvernement, fait partie du service du personnel ou d’une direction du personnel;
3.1°   un fonctionnaire du ministère du Conseil exécutif sauf dans les cas que peut déterminer, par décret, le gouvernement;
3.2°   un fonctionnaire du Conseil du trésor sauf dans les cas que peut déterminer, par décret, le gouvernement;
3.3°   un fonctionnaire de l’Institut de la statistique du Québec affecté aux fonctions visées à l’article 4 de la Loi sur l’Institut de la statistique du Québec (chapitre I-13.011);
4°   un procureur aux poursuites criminelles et pénales;
5°   un membre de la Sûreté du Québec;
5.1°   un membre d’un corps de police spécialisé visé à l’article 89.2 de la Loi sur la police (chapitre P-13.1);
6°   un membre du personnel du directeur général des élections;
7°   un fonctionnaire du Tribunal affecté aux fonctions visées à l’article 86 ou à l’article 87 de la Loi instituant le Tribunal administratif du travail (chapitre T-15.1); »

En 2022, la Cour d'appel du Québec a rétabli un jugement du Tribunal administratif du travail qui avait conclu à l'inconstitutionnalité de l'interdiction de syndicalisation des cadres de premier niveau. Mais ce jugement de la Cour d'appel été renversé par la Cour suprême du Canada, qui a conclu à la constitutionnalité de la disposition contestée.